# Robert Guéï
Robert Guéï (16. marts 1941 – 19. september 2002) var Elfenbenskystens præsident fra 1999 til 2000.
Han var gjorde karriere som militærofficer og trak sig tilbage i 1997, men blev præsident efter et statskup i 1999. I 2000 tabte han Elfenbenskystens præsidentvalg 2000 til Laurent Gbagbo.
I 2002 døde Guéï under mystiske omstændigheder da Elfenbenskystens borgerkrig begyndte.